# Румыния на «Интервидении»
Румыния принимала участие в конкурсе Интервидение 5 раз. Дебют состоялся в 1968 году, когда Аурелиан Андрееску выступил с песней «Sa to iubesc si mai mutt». В 1977 году Румынию представляли дуэт Олимпии Панчиу и Мариуша Тейку и певица Анжела Симилеа, занявшие 9 и 17 место, соответственно. Единственный раз, когда Румыния попадала в тройку лидеров, был 1980 год, тогда Корина Кирияк заняла третье место.
После 1980 года Румыния участвовала в организованных Международной организацией радиовещания и телевидения конкурсах песни с гала-концертами (такие, как гала-концерты по итогам радиоконкурса «Восемь песен в студии»), однако отсутствуют обобщающие источники, однозначно относящие эти концерты к фестивалю Интервидения. В фестивале 2008 года Румыния участия не принимала.

## Участники
Победитель
     Второе место
     Третье место
     Последнее место
     Автоматический проход в финал
     Не прошла в финал
     Не участвовала или была дисквалифицирована
| Год  | Место Проведения | Артист                        | Язык      | Песня                        | Перевод                       | Место | Баллы |
| ---- | ---------------- | ----------------------------- | --------- | ---------------------------- | ----------------------------- | ----- | ----- |
| 1968 | Карловы Вары     | Аурелиан Андрееску            | Румынский | «Sa to iubesc si mai mutt»   | Любить тебя ещё больше        |       |       |
| 1977 | Сопот            | Олимпия Панчиу и Мариуш Тейку | Румынский | «Niciodata nu e prea tarziu» | Это никогда не слишком поздно | 9     | 27    |
| 1977 | Сопот            | Анжела Симилеа                | Румынский | «Nici tu, nici eu»           | Ни вы, ни я                   | 17    | 7     |
| 1978 | Сопот            | Михаэла Оанцеа                | Румынский | «Scuzati»                    | Извините                      | 4     | 22    |
| 1979 | Сопот            | Мирабелла Дауэр               | Румынский | «Darul Copiilor»             | Дар детей                     | 8     | 23    |
| 1980 | Сопот            | Корина Кирияк                 | Румынский | «Uneori suntem toți copii»   | Все мы дети иногда            | 3     | 21    |

## Комментаторы, глашатаи, вещатели
| Год  | Комментаторы   | Глашатаи         | Вещатели |
| ---- | -------------- | ---------------- | -------- |
| 1977 | не было        | Титус Мунтенау   | TVR      |
| 1978 | не было        | Титус Мунтенау   | TVR      |
| 1979 | не было        | Титус Мунтенау   | TVR      |
| 1980 | Титус Мунтенау | Димитру Моросану | TVR      |